# Токо цейлонський
Токо цейлонський (Ocyceros gingalensis) — вид птахів родини птахів-носорогів (Bucerotidae).

## Поширення
Ендемік Шрі-Ланки. Поширений майже на всіх території острова. Мешкає, в основному, у вічнозелених і листяних лісах рівнин і пагорбів, до 1200 метрів над рівнем моря. Здійснює короткі сезонні міграції: у період розмноження, наприклад, воліє мешкати в низинних лісах. Однак у період з вересня по жовтень він трапляється в гірських місцевостях.

## Опис
Птах завдовжки до 45 см. Хвіст має від 20 до 22 см завдовжки. У самця розмір дзьоба становить 9,2-11 см. У самиці він дещо менший і досягає в довжину від 7,9 до 9,0 сантиметрів. Обидві статі мають своєрідний гребінь уздовж дзьоба, значно менший у самиці. Вага цього виду становить близько 240 грам.
Голова, шия і верхня частина тіла темно-сірі. Пера, що покривають голову і шию, білі. Нижня частина тіла біла. Первинні і вторинні махові сіро-чорного кольору; вторинні махові також мають білий наконечник і основу. Хвіст чорно-сірий. За винятком центральної пари, всі хвостові пера мають білий кінчик. У старших екземплярів білий колір з трьох зовнішніх пар кермових настільки виражений, що вони здаються майже повністю білими. Дзьоб і шолом кремового кольору з чорними плямами біля основи як верхньої, так і нижньої щелеп. Неоперена шкіра навколо очей і на горлі темно-фіолетового кольору. Очі червоні. Самиця за оперенням нагадує самця, але в цілому менша і має менший шолом. Дзьоб чорний з кремовою смужкою на верхній щелепі. Очі карі.